# 文明VI：迭起兴衰
《文明VI：迭起兴衰》是回合制策略电子游戏《文明帝國VI》的第一个官方扩展包。发布于2018年2月8日。此次扩展新增了很多新功能、新文明与新的领导者。

## 开发
在2019年7月24日，Aspyr发布了《文明VI：迭起兴衰》的iOS版本。

## 评价
根据Metacritic，《文明VI：迭起兴衰》获得的评价以正面评论为主。